# Thomas Hanquiez
Thomas Hanquiez (Straatsburg, 20 november 2001) is een Frans basketballer.

## Carrière
Hanquiez speelde in de jeugd van SIG Strasbourg tot in 2020. Hij ging daarna naar de jeugd van JDA Dijon waar hij speelde tot in maart 2021. Toen maakte hij de overstap naar de Franse tweedeklasser ASA Souffelweyersheim als vervanger van de gebleseerde Gary Berchel. Hij speelde daarna een seizoen voor ESSM Le Portel maar voornamelijk in de beloftenploeg. Hij speelde in het seizoen 2022/23 voor de Franse derdeklasser Cergy-Pontoise Basket Ball.
In 2023 tekende hij voor de Belgische eersteklasser Brussels Basketball en speelde er een seizoen. In de zomer van 2024 tekende hij voor de Franse derdeklasser BC Orchies.